# Langhe
Langhe je název kopcovitého kraje v provincii Cuneo, regionu Piemontu. Rozkládá se jihovýchodně od řeky Tanaro. Je známý produkcí vína, sýrů a lanýžů, ovoce a ořechů. Mezi zdejší vína opatřená známkami DOC („Denominazione di origine controllata“, denominace kontrolovaného původu) a DOCG („Denominazione di origine controllata e garantita“, denominace kontrolovaného původu a garance) patří Barolo, Barbaresco, Langhe Arneis, Langhe Chardonnay, Langhe Chardonnay Vigna, Langhe Dolcetto, Langhe Favorita, Langhe Favorita Vigna, Langhe Freisa, Langhe Freisa Vigna, Langhe Nebbiolo, Langhe bianco, Langhe rosso a další. V roce 2014 byla vinařská krajina Piemontu v oblastí Langhe-Roero a Monferrato zapsána na seznam světového kulturního dědictví UNESCO.

## Fotogalerie

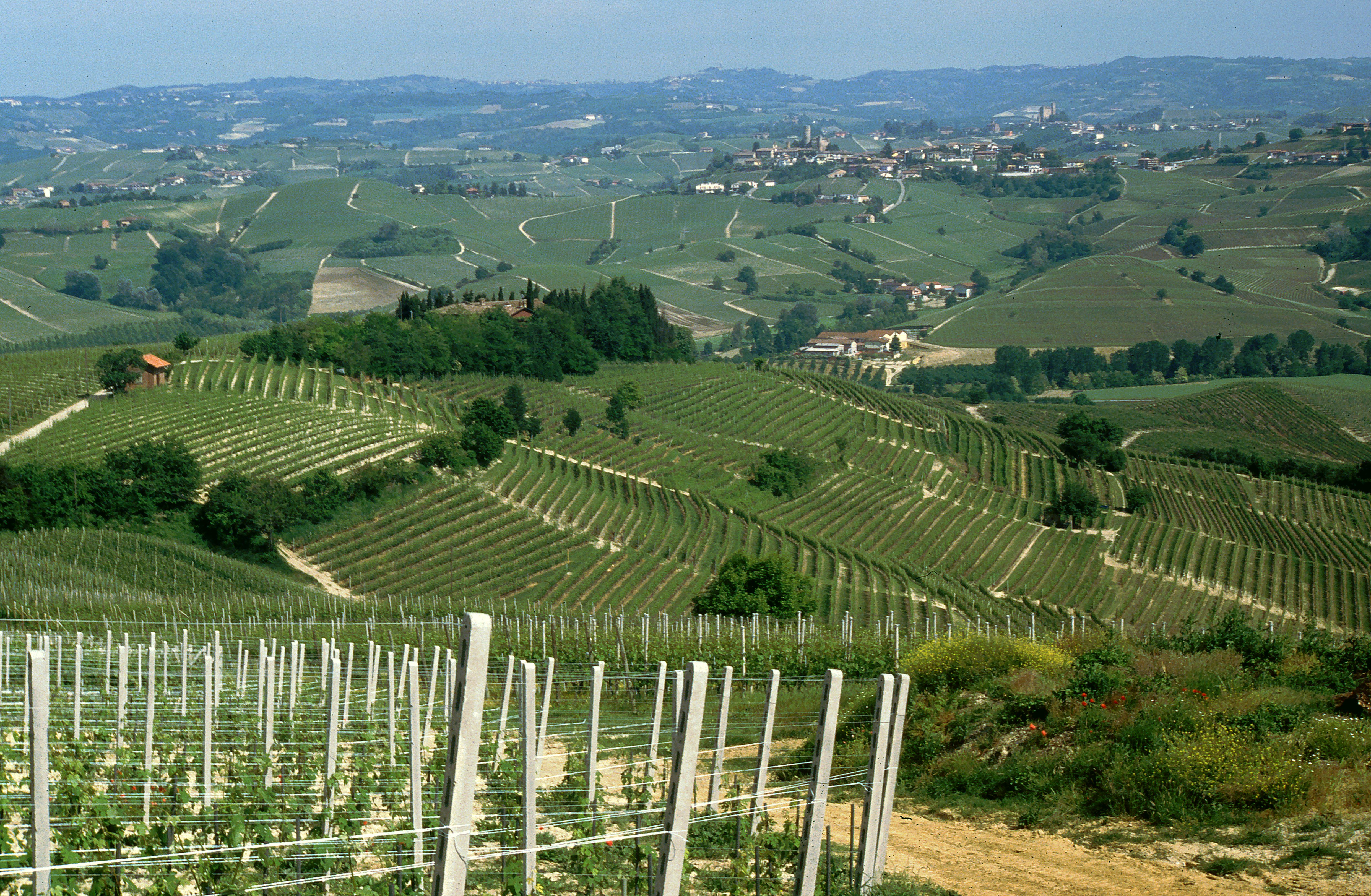
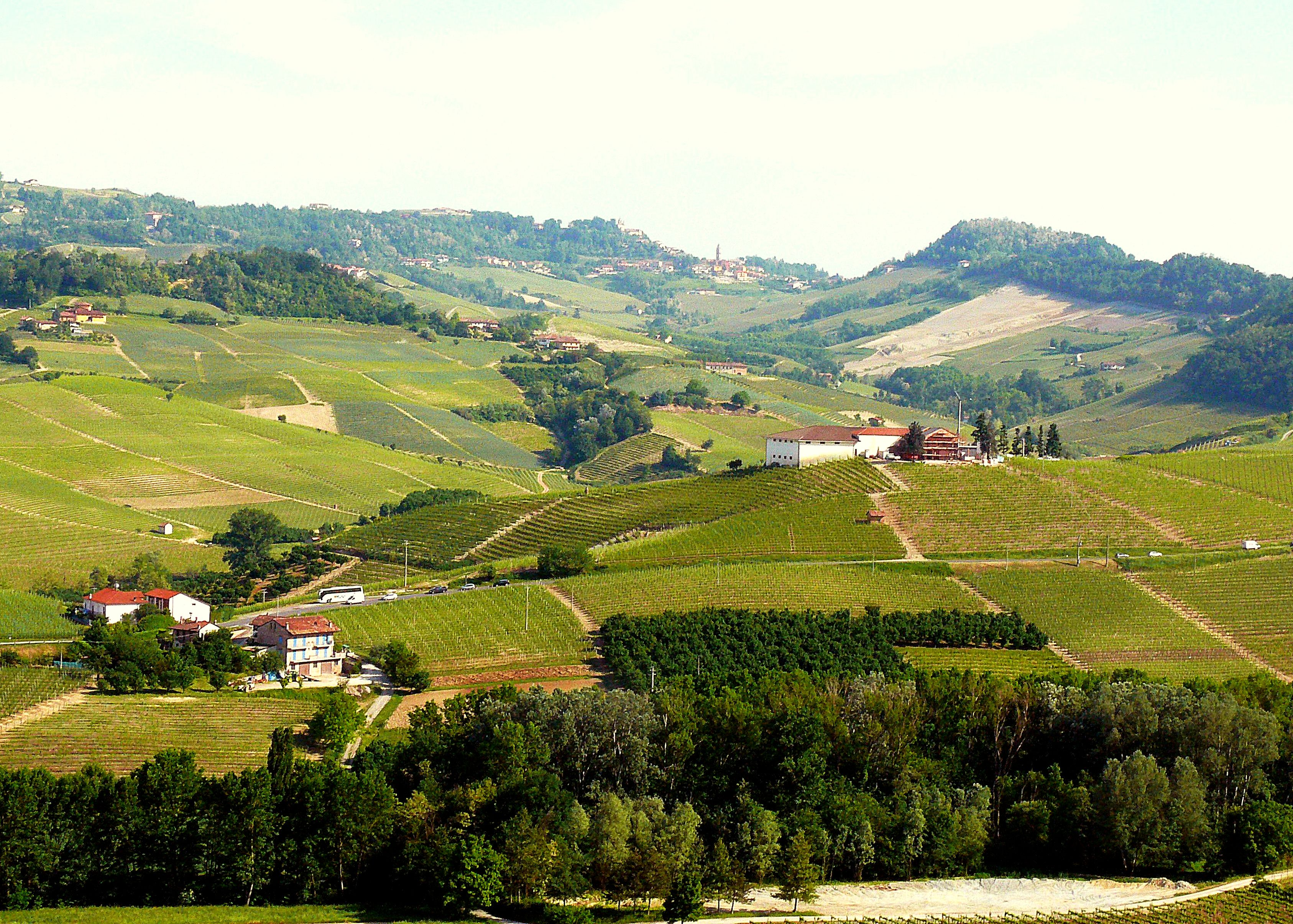
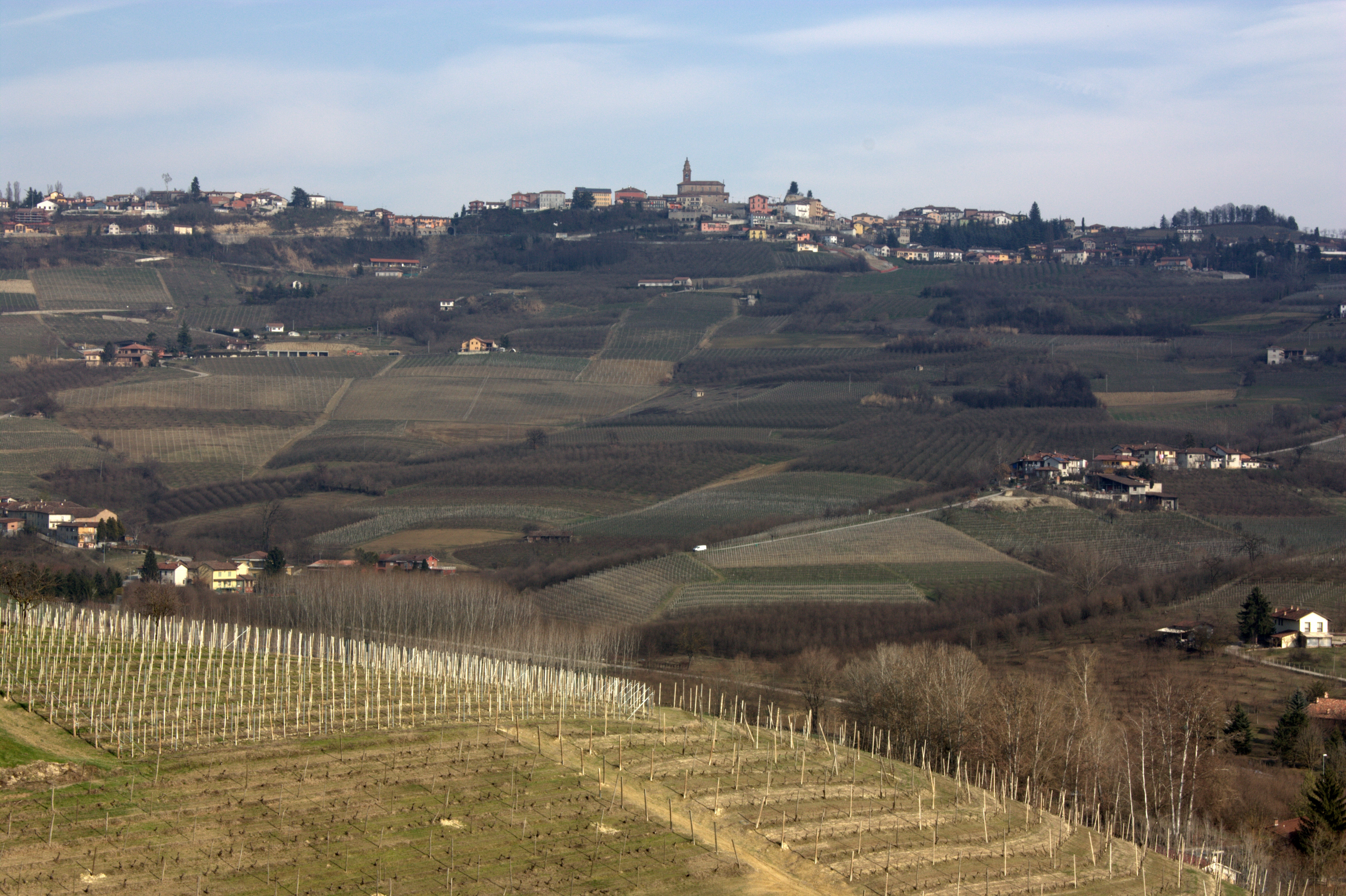